# Janina Guttnerówna
Janina Guttnerówna, właściwie Janina Anna Guttner-Pręgowska (ur. 10 października 1934 w Puławach, zm. 25 listopada 2020) – polska śpiewaczka, aktorka.
Jej rodzicami byli Kazimierz Guttner (1897-1935), Naczelnik Urzędu Skarbowego w Puławach i Tamara z Müllerów (1906-1997) pochodząca z Kurlandii. Jest prawnuczką powstańca styczniowego Michała Guttnera. Jest wdową po Czesławie Pręgowskim (zm. 2001), aktorze.
Po zdaniu matury w Gimnazjum Sióstr Urszulanek w Lublinie studiowała pedagogikę na Katolickim Uniwersytecie Lubelskim, który ukończyła po napisaniu pracy magisterskiej dotyczącej psychologii wychowawczej. Już w trakcie studiów rozwijała swój warsztat wokalny pobierając prywatne lekcje śpiewu. Jako śpiewaczka pracowała na scenach muzycznych w Lublinie, Łodzi i Gdyni. W 1965 roku związała się na stałe z Teatrze Muzycznym w Poznaniu i jako primadonna występowała tam przez 25 lat. Była także (przez 9 sezonów) związana z Operą w Bydgoszczy.
Brała udział w ponad 90 premierach (ponad 40 w Teatrze Muzycznym w Poznaniu). W tym między innymi „Piękna Helena”, „Kraina uśmiechu”, „Miłość cygańska”, „Wesoła wdówka”, „Paganini”, „Cecylia Valdes”, „Wiktoria i jej huzar”, „Księżniczka czardasza”, i „Hello Dolly”. Występowała z orkiestrami pod dyrekcją Stefana Rachonia, Henryka Debicha oraz współpracowała z Bogusławem Kaczyńskim występując między innymi na Festiwalach im. Jana Kiepury w Krynicy-Zdroju.
Nagrodzona została Nagrodą Indywidualną Miasta Poznania, Krzyżem Kawalerskim Orderu Odrodzenia Polski, a także otrzymała tytuł najpopularniejszej aktorki Wielkopolski roku 1989.

## Wybrane źródła
- Archiwum ZASP - Dział Dokumentacji Teatralnej